# Fontana Vasca di Ripetta
Fontana Vasca di Ripetta är en fontän i hörnet av Via della Scrofa och Via di Monte Brianzo i Rione Campo Marzio i Rom. Fontänen, som är belägen vid Palazzo Aragona Gonzaga, består av ett brunnskar i granit och två utloppstappar, ur vilka vattnet porlar. Fontänen, som förses med vatten från Acqua Vergine, beställdes av påve Gregorius XIII (1572–1585), men skulptören är okänd.
Ovanför fontänen sitter en så kallad madonnella, en Mariabild.

## Bilder
| - Madonnella ovanför fontänen. |

### Webbkällor
- ”Via della Scrofa” (på italienska). Roma Segreta. Arkiverad från originalet den 27 augusti 2021. https://archive.md/07EJD. Läst 27 augusti 2021.
- ”Fontana Vasca di Ripetta” (på italienska). Roma Città Eterna. Arkiverad från originalet den 27 augusti 2021. https://archive.md/x3CdQ. Läst 27 augusti 2021.